# Resaca (Géorgie)
Pour les articles homonymes, voir Resaca.
Resaca est une ville américaine située dans le comté de Gordon, en Géorgie. Selon le recensement de 2020, sa population est de 1 142 habitants.